# Hélder Câmara
Hélder Pessoa Câmara (Fortaleza, 1909. február 7. – Recife, 1999. augusztus 27.) brazil püspök, Olinda és Recife érseke

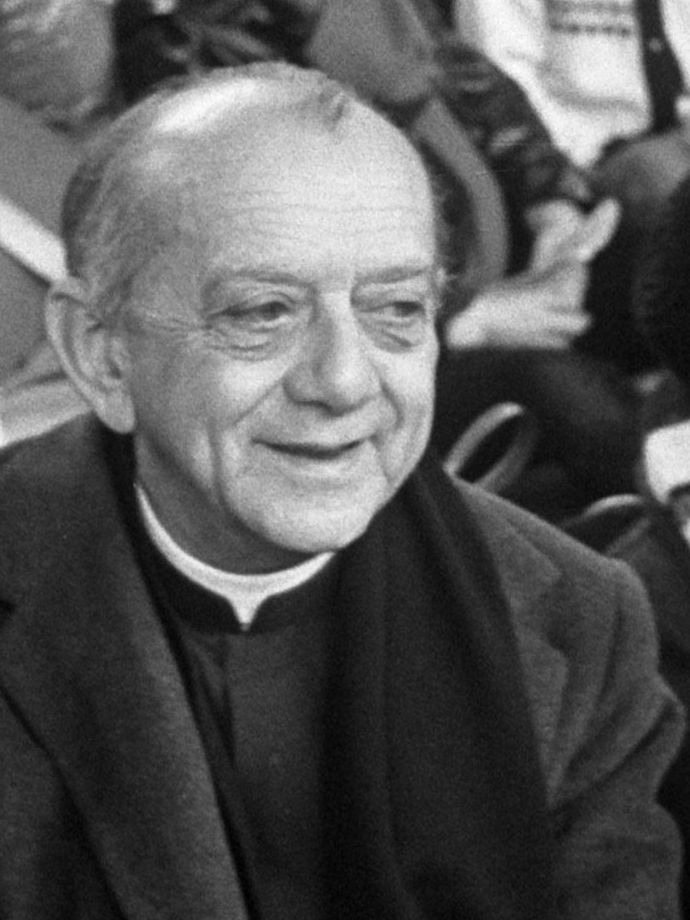
Helder Camara 1974-ben

A 20. század kiemelkedő egyházi személyisége volt, a „szegények püspöke”, aki egész felnőtt életét a szegények és elnyomottak ügyének szentelte, küzdött a társadalmi igazságosságért és az emberi jogok érvényesüléséért.

## Gyermek- és ifjúkora
1909. február 7-én született családja tizenegyedik gyermekeként, Brazília északi részén, Fortaleza városában, aszályos, szegény vidéken. Édesapja, João Câmara Filho, egy kereskedelmi cég könyvelője volt, édesanyja, Adelaide Pessoa Câmara, pedig tanítónő egy állami iskolában. Tizenkét testvére közül öten még gyermekkorukban meghaltak egy diftéria-járványban.
Már gyermekkorában a papi hivatás mellett döntött, 14 éves korában lépett be a szemináriumba és (külön pápai korengedéllyel) már 22 évesen pappá szentelte püspöke.

## Fiatal papként

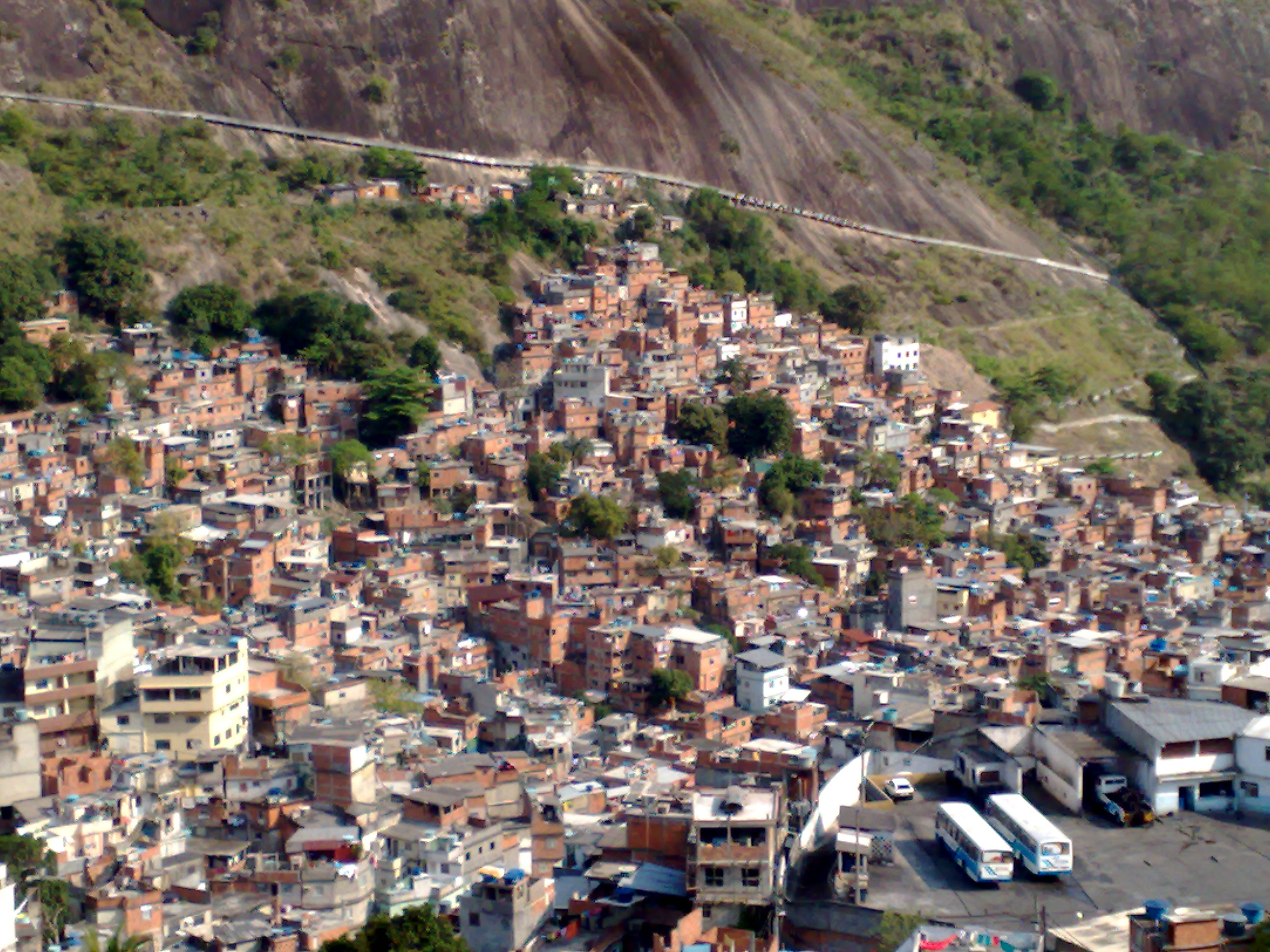
Favela Rio de Janeiróban

Felszentelését követően öt éven át szülővárosában, Fortazelában működött. Püspöke azzal bízta meg, hogy munkásokkal és értelmiségiekkel foglalkozzék. Részt vett a világi híveket tömörítő Katolikus Akció (Actio Catholica) megszervezésében, egy ideig a szervezet brazíliai titkára volt. 1931-ben megalapította Caerá szövetségi tartomány munkáslégióját, 1933-ban pedig a katolikus munkásnők szakszervezetét. A harmincas évek közepén ugyan egy ideig együttműködött a fasiszta jellegű „zöld ingesek” (Ação Integralista Brasileira) mozgalmával, de hamarosan kétségei támadtak e mozgalom helyességével kapcsolatban.
1934-ben felkérték, hogy államtitkárként irányítsa a tartomány oktatásügyét. 1936-tól Rio de Janeiróba hívták, ahol az oktatásügyi minisztériumban kapott fontos beosztást. Emellett lelkipásztori tevékenységet is végzett. A brazil főváros nyomornegyedeiben, a favelákban ismerte meg a szegények reménytelennek tűnő helyzetét. Szociális heteket szervezett, amelyen világiak, papok, szerzetesek és püspökök vitatták meg az ország helyzetét és az egyház feladatait.1937-ben véglegesen szakított az integralisták mozgalmával.
1947 és 1952 között munkatársa az Ação Católica lapnak, 1949-től szerkesztője, majd igazgatója Revista Catequética-nak, munkatársa a Revista Eclesiástica Brasileira folyóiratnak.

## Püspök Rio de Janeiróban
1952-ben Rio de Janeiro segédpüspökévé nevezték ki. Jelentős szerepe volt ugyanebben az évben a Brazil Püspöki Konferencia (CNBB, Conferência Nacional dos Bispos do Brasil) megalakításában. 1964-ig Helder Camara töltötte be a püspöki kar főtitkári tisztét.
1955-ben őt bízták meg a 36. Eucharisztikus világkongresszus megszervezésére Rio de Janeiróban, melyre sok püspök érkezett egész Latin-Amerikából. Helder Camara élt a kedvező alkalommal, hogy beszéljen az egész térség püspökei összefogásának a szükségességéről. Az ő kezdeményezésére még a kongresszus keretében megalakult a Latin-amerikai Püspöki Konferencia (CELAM, Consejo Episcopal Latinoamericano). Létrehozásában fontos szempont volt, hogy így az egész kontinensen hatékonyabbá válhatnak a szociális megújulást célzó törekvések. Ezen az eucharisztikus kongresszuson tette fel a vendég püspök, Pier-Marie Gerlier lyoni érsek azt a kérdést, ami Helder Camara saját szavai szerint megváltoztatta életét: „Hogyan történhet meg az, hogy mi az Eucharisztiában tiszteljük a köztünk lévő Krisztust, miközben nem vesszük észre azt a Krisztust Rio de Janeiro faveláinak szegényeiben, a társadalom peremén?
Ettől kezdve minden erejét, szervező tehetségét és karizmáját a szegények szolgálatába állította. Rendszeresen látogatta a nyomornegyedeket, fáradozott azért, hogy a szegények elfogadható lakáskörülményekhez és megélhetéshez jussanak. Ennek érdekében mondott rádióbeszédei ismertté és népszerűvé tették. Egyre inkább meggyőződésévé vált, hogy a helyes és hatékony karitatív munka nem jótékonykodást jelent, hanem a szociális igazságosság megvalósítását, a meglévő társadalmi struktúrák (békés úton történő) megváltoztatását.
1956-ban indította el a Szent Sebestyénről elnevezett szociális segítő mozgalmat, 1959-ben pedig megalapította a szintén szociális célú „Gondviselés Bankot” (Banco da Providência), melynek a célja a rászorulók, elsősorban favela-lakók öngondoskodásának támogatása volt kedvező hitelek révén.
Helder Camara személyesen részt vett a II. Vatikáni zsinaton (1962-1965). Bár a plenáris üléséken egyszer sem szólalt fel, ismertsége és tekintélye révén mégis a fontos szerepet töltött be a püspökökkel a háttérben folytatott beszélgetései révén. Közeli kapcsolatban állt VI. Pál pápával. Elsősorban az ökumené és a szegények ügyét képviselte itt is. Szívügye volt, hogy az egyház valóban „szolgáló egyház”, „a szegények egyháza” legyen. A zsinat vége felé sok püspök által elfogadott és aláírt úgynevezett Katakomba-paktum is elsősorban az ő fáradozásának az eredménye.

## Olinda és Recife érseke
Még a zsinat időszaka alatt, 1964-ben nevezte ki VI. Pál pápa Olinda és Recife érsekévé.
Majdnem ezzel egy időben zajlott le Brazíliában az a puccs, amellyel kezdetét vette a két évtizedig tartó katonai diktatúra. Az új politikai helyzetben a főpásztornak egyre nagyobb ellenállást kellett legyőznie ahhoz, hogy továbbra is folytathassa tevékenységét az emberi jogok, a szegényekkel való szolidaritás védelmében, a demokráciát és az erőszakmentességet hirdető mozgalmak létrehozása érdekében.
Az újonnan kinevezett érsek nem költözött be az érseki palotába, hanem egy szerény belvárosi lakást választott lakóhelyül. Az érseki palotát átengedte székhelyül az egyházi emberjogi bizottságnak.
Humberto Castelo Branco tábornok elnöksége alatt (1964-1967) még többé-kevésbé zavartalanul tovább tudta folytatni lelkipásztori és szociális tevékenységét. Képzési és önsegélyező programot indított a parasztok számára, elindította az „Akció a békéért és igazságosságért” mozgalmat. Támogatta a báziscsoportokat és az úgynevezett felszabadítás teológiájának azokat a képviselőit, akik a reformok erőszakmentes megvalósítására törekedtek.
Az 1968-ban bekövetkezett elnökváltás után (Artur da Costa tábornok, 1967-1969) azonban már megindultak az egyre élesebb támadások az érsek ellen. Az egyházi vezetőt a szélsőjobboldaliak „vörös püspök”, „kommunista” jelzővel illették. Megvádolták, hogy lázítja a nagybirtokosok földjén dolgozó munkásokat.
Arra szólították fel, hogy az érsek maradjon illetékességi területén, az embereknek csak a vallási életével törődjék. Erre válaszolta: „Én nem a lelkek pásztora vagyok, hanem az emberek pásztora. Az egyháznak és az államnak is a feladata, hogy az egész, a teljes emberrel foglalkozzék. … Krisztus nem csak a lelkekről való gondoskodást adta számunkra feladatul. Korábban azt mondták: a recifei egyházmegyéhez 1.200.000 lélek tartozik. Nem! Igaz, hogy 1.200.000 lélek él itt, de ezek a lelkeknek teste van. Én nem tudom ezeknek az embereknek a lelkét és testét egymástól elválasztva szemlélni.”
Az érseket nem merték fizikailag bántalmazni, de több munkatársát börtönbe zárták vagy emigrációba kényszerítették; titkárát, Antonio Peirera Neto atyát pedig merényletben megölték (1969).
A kormányzati szervek igyekeztek az érsek hazai nyilvános szereplését akadályozni. Azt viszont nem tudták megakadályozni, hogy eleget tegyen a külföldi meghívásoknak. Számos helyre hívták előadást tartani; ezeken nyíltan kritizálta a dél-amerikai társadalmi helyzetet, sőt 1970-ben, a párizsi sportpalotában tízezer ember előtt elmondott beszédében támadta a katonai rezsimet, amiatt, hogy hazájában a letartóztatott ellenzékieket kínzásnak vetik alá. Emiatt a junta megtiltotta, hogy a hazai médiában az érsek interjút adhasson. „Olyan volt, mintha elnyelt volna a föld, … a katonai kormányzatnak a sajtónak küldött körlevele egyszerűn és hatékonyan elérte, hogy többé ne létezzek.” – emlékezett később ezekre az évekre.
1968-ban a brazíliai püspököket képviseli a latin-amerikai püspökök (CELAM) Medellínben tartott 2., majd az 1978-ban Pueblában rendezett 3. konferenciáján. Ezeken a tanácskozásokon irányelveket fogalmaztak meg az igazságosság előmozdításához, és a földrész evangelizálásához. Kimondták, hogy a latin-amerikai szegénység embertelen és ellenkezik az Evangélium tanításával; a szegénység nem Isten akaratából van, hanem nagyon is kézzelfogható gazdasági, társadalmi és politikai okokra vezethető vissza, amelyeket meg lehet és meg kell változtatni. Megállapították, hogy a katolikus egyház eddig gyakran a térség elnyomó hatalmait támogatta, és kijelentették, hogy a jövőben a szegények oldalán áll.
Munkásságát külföldön több nemzetközi békedíjjal ismerték el, számos egyetem avatta díszdoktorává.
Korára való tekintettel, 1985-ben, 76 éves korában mondott le érseki hivataláról.
90 éves korában, 1999-ben hunyt el. A tengerparti Recife város templomában ravatalozták fel, abban a városban, ahol élete utolsó 31 évét élte le. A gyászszertartáson több ezren vettek részt, köztük Marco Magiel brazil elnökhelyettes. A főpásztor holttestét végül Olinda katedrálisában helyezték örök nyugalomra barátja és segédpüspöke, José Lamartin sírja mellett.
Ferenc pápasága alatt, 2015 májusában kezdődött meg hivatalosan a boldoggá avatási eljárása.
2017. december 27-én az emberi jogok brazil patrónusává nyilvánította a brazil képviselőház kulturális bizottsága.

## Főbb elismerései
- Martin Luther King Jr. díj (1970)
- Pacem in Terris Peace and Freedom díj (1975)
- Thomas Merton-díj (1976)
- Niwano Békedíj (1983)

## Könyvei
- Indagações sobre uma vida melhor (Ed. Civilização Brasileira)
- Um Olhar sobre a Cidade. 2a edição. São Paulo: Editora Paulus, 1997
- Revolução Dentro da Paz, Editora Sabiá, Rio de Janeiro, 1968 (megjelent német, holland, angol, francia és olasz nyelven is)
- Terzo Mondo Defraudado, Editora Missionária Italiana, Milão, 1968
- Spirale de Violence, Ediciones Desclée de Brower, Paris, 1978 (megjelent portugál, spanyol, német, norvég, holland, kínai, svéd és angol nyelven is)
- Pour Arriver à Temps, Ediciones Desclée de Brower, Paris, 1970 (megjelent spanyol, német, olasz, svéd, holland, görög és angol nyelven is)
- Le Désert est Fertile, Ed. Desclée de Brower, Paris, 1971 (megjelent portugál, spanyol, olasz, holland, angol és koreai nyelven is)
- Pier Pour les Riches, Ed. Pendo-Verlag, Zurique, 1972
- Les Conversiones D'um Éveque, Ed. Seuil, Paris, 1977 (megjelent olasz, angol és német nyelven is)
- Mil Razões para Viver, Ed. Civilização Brasileira, Rio de Janeiro, 1979 (megjelent francia és német nyelven is)
- Renouveau dans l'Esprit et Service l'Homme, Ed. Lumem Vitae, Bruxelas, 1979 (megjelent olasz, portugál és angol nyelven is)
- Nossa Senhora no Meu Caminho – Meditações do Padre José, Edições Paulinas, São Paulo, 1981
- Indagações sobre uma vida melhor, Ed. Civilização Brasileira, Rio de Janeiro, 1986